# Långebro (bro)

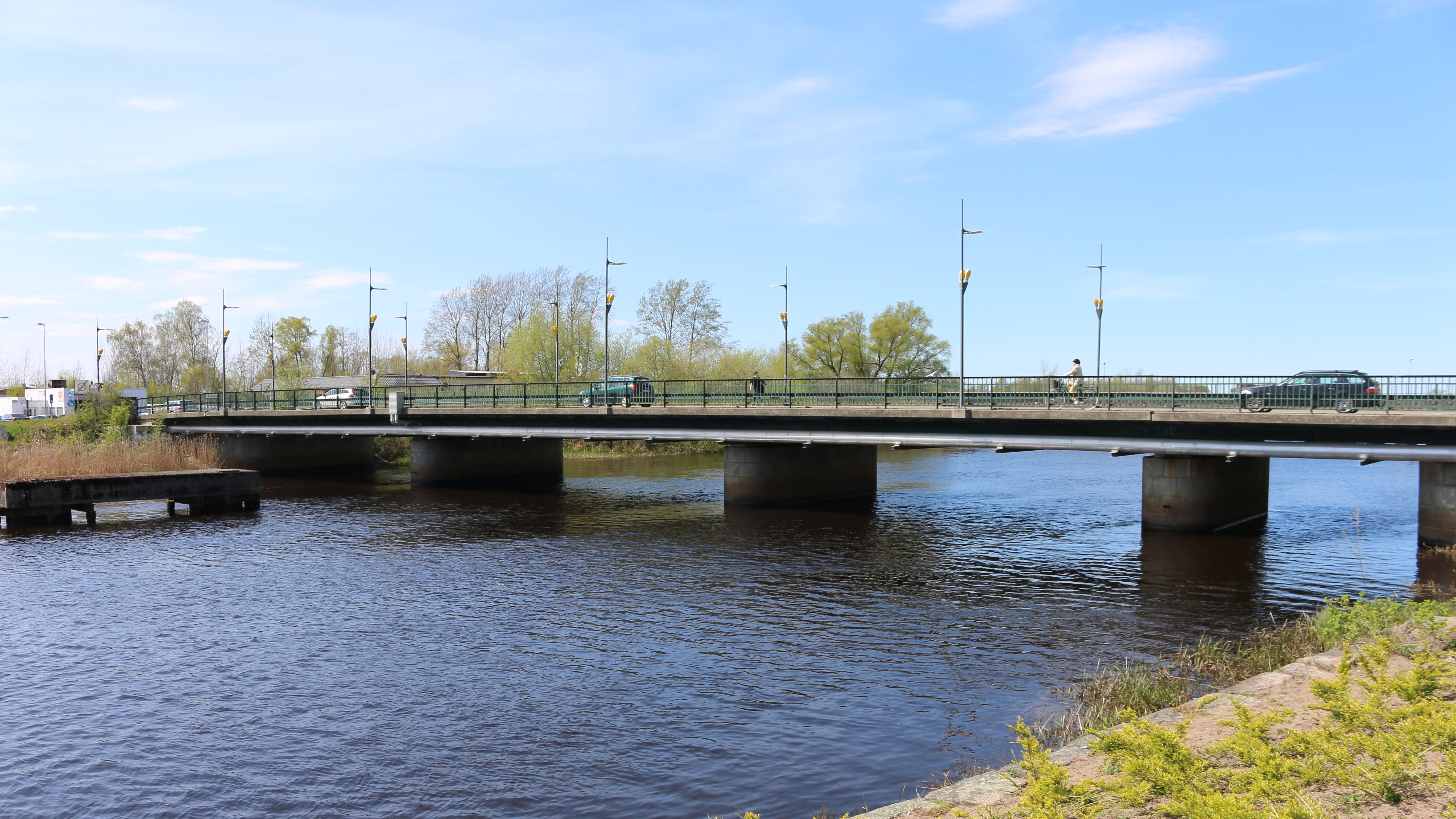
Långebro i maj 2017

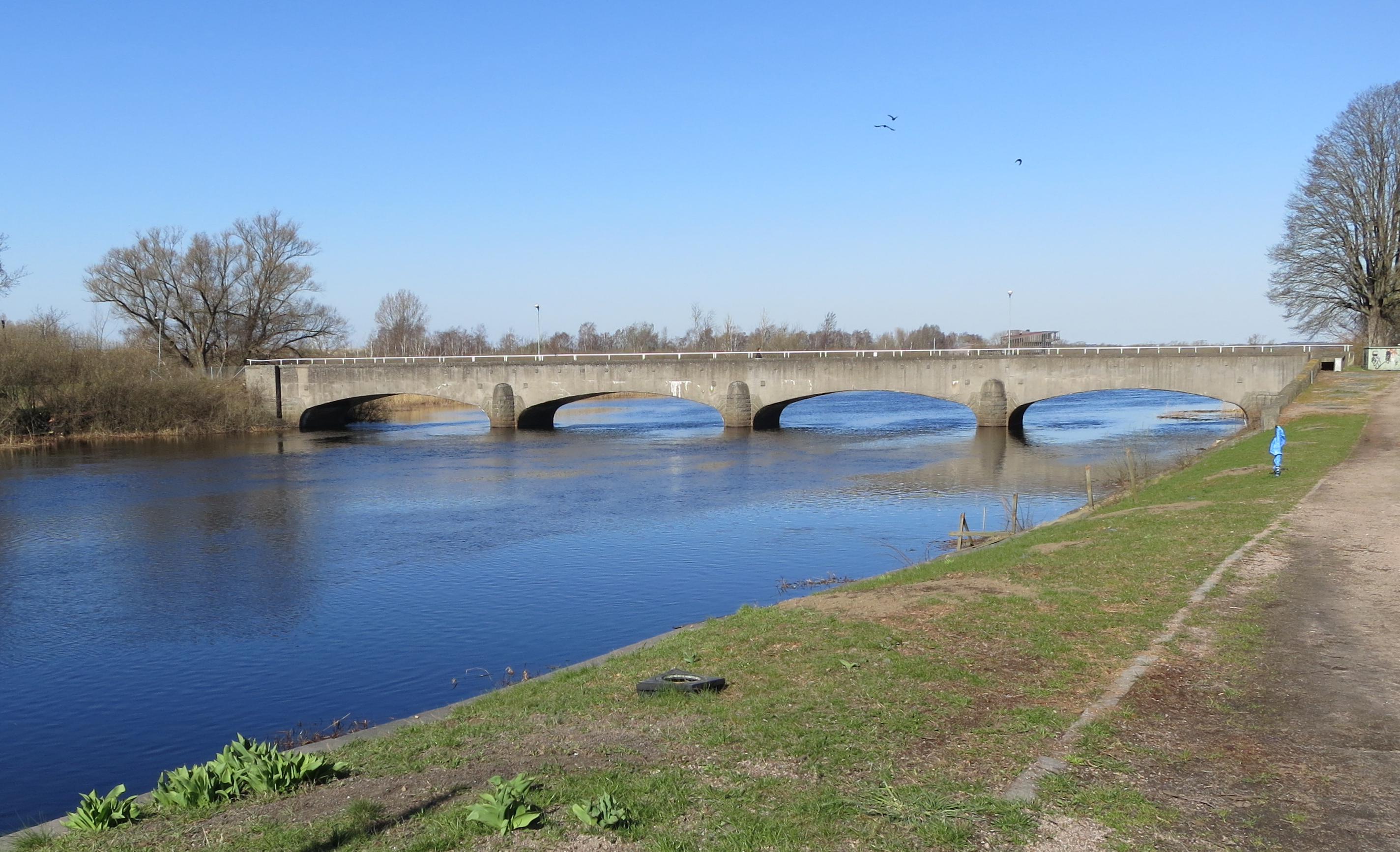
Järnvägsbron över Helge å, norr om Långebro

Långebro är en bro i västra Kristianstad, över Helge å.
Den ursprungliga bron började byggas 1614 och stod färdig 1616. Det var en 470 meter lång träkonstruktion som behövde underhållas ständigt. 1624 bestämde kungen att bönderna skulle betala en särskild underhållsskatt för bron. 1628 uppsattes en vindbrygga på bron samt en slagbom.
Efter att Skåne blivit svenskt 1658 försökte Danmark återta provinsen vid ett flertal tillfällen. Vid stormningen av Christianstad den 15 augusti 1676 lät danskarna, som intog och höll staden i två år, förstärka försvaret med ett kraftigt utfört timmerfort mittpå Långebro bestyckat med kanoner i värn utförda av jord. När väl Sverige återtog fästningen lät man denna anläggning finnas kvar.
Träbron var besvärlig att underhålla och vid mitten av 1800-talet var Långebro i så dåligt skick att en fullständig ombyggnad var nödvändig. 1861 bildades ett bolag som byggde en ny bro av järn. De lån som tagits för att bygga bron betalades bland annat genom att ta ut broavgifter av de passerande, ända till 1902. Långebrobolaget övertogs av  staden Kristianstad 1906.
1932 ersattes bron återigen, denna gång av en stålbro. Den stod till 1960, då den havererade. En provisorisk militärbro byggdes bredvid under tiden bron reparerades.
Dåtida brons utsträckning var längre än dagens. Östra fästet är ungefär detsamma som idag, medan det västra låg där Bomgatan ligger idag. Långebro har även givit namn åt området Långebro i Kristianstad.